# Négawatt
Ne doit pas être confondu avec Association négaWatt.
 (septembre 2012).
Le négawatt est une unité théorique de puissance (exprimée en watts) mesurant une puissance économisée. Cette économie est le résultat de la sobriété énergétique (changement de comportement) ou d'une efficacité énergétique améliorée (changement de technologie).
Cette notion est due à Amory Lovins, fondateur du Rocky Mountain Institute, qui imagina un marché secondaire de l'électricité dans lequel les économies des uns sont vendues aux consommations énergétiques des autres, à l'image des procédés d'effacement.

## Étymologie
Le terme négawatt est un néologisme composé de néga-, préfixe de négation, du latin nego, « dire non », « nier », « refuser », « ne pas vouloir », et de watt, nom de l'unité de puissance, elle-même nommée en hommage à l'ingénieur écossais James Watt.
Amory B. Lovins invente fortuitement le mot en 1989, une faute de frappe sur un rapport ayant transformé le mégawatt, unité de valeur de l'électricité (un million de watts), en négawatt. Cette erreur fait office de révélation pour lui : il en tire un concept repris par les tenants de la sobriété énergétique.

## Sources de négawatts

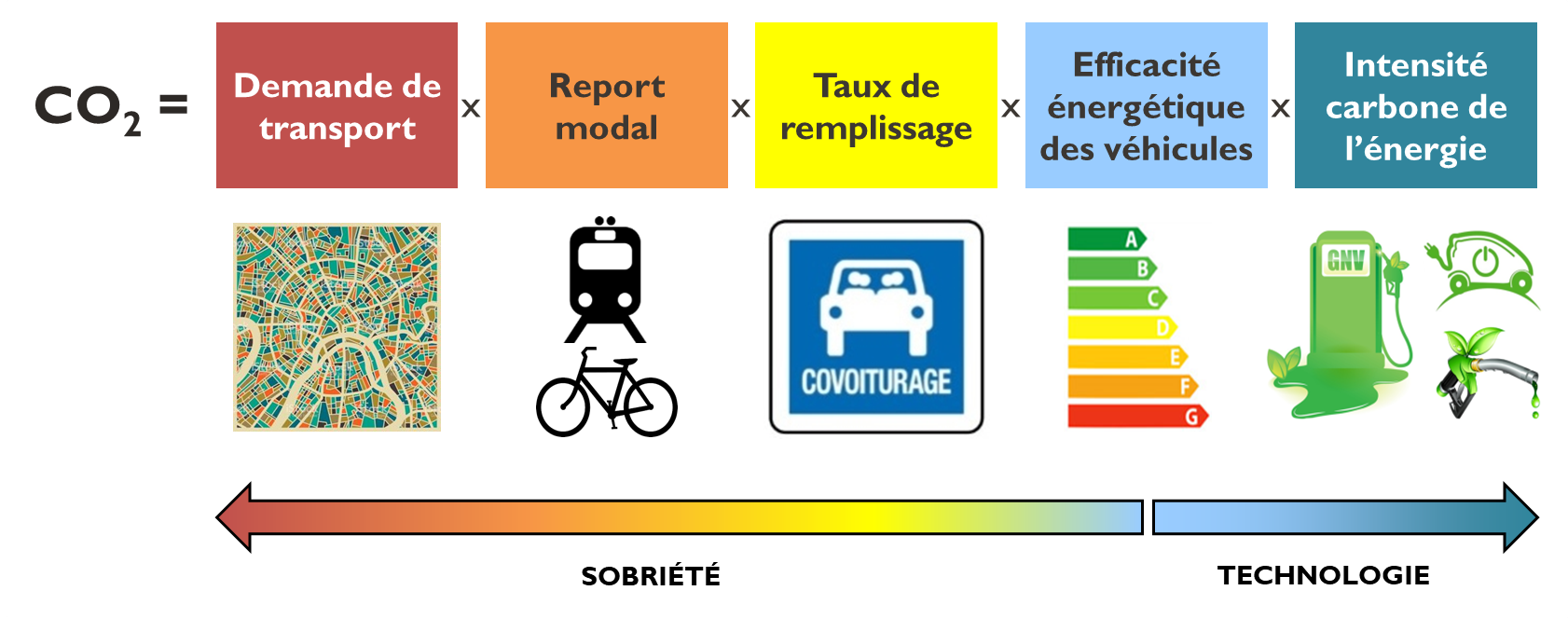
Décomposition selon la méthode LMDI des émissions de dioxyde de carbone des transports en cinq facteurs. Ceux-ci correspondent à cinq leviers permettant de les réduire,.

Les négawatts peuvent être produits de deux manières, par la sobriété énergétique et par l'efficacité énergétique.

### Sobriété
La sobriété énergétique, ou plus généralement économique, consiste à réduire ses besoins en modifiant ses habitudes et ses pratiques.
Par exemple, en limitant la température des locaux d'habitation à 19 °C, en se déplaçant moins loin ou moins souvent, ou en séchant la lessive à l'extérieur plutôt que dans un sèche-linge.

### Efficacité
L'efficacité énergétique consiste à réduire la consommation unitaire d'énergie des équipements, sans que l'utilisateur ait à modifier ses pratiques.
Par exemple, en améliorant l'isolation thermique des bâtiments, la régulation des systèmes de chauffage ou l'aérodynamisme des véhicules.
À cause de l'effet rebond, l'impact de l'efficacité énergétique peut être plus faible que prévu (par exemple, la moindre consommation électrique des écrans est neutralisée par l'augmentation de leur taille). Pour valoriser pleinement le potentiel d'économies d'énergie, il convient de combiner efficacité et sobriété.

## Concept de négawatt en France et en Suisse
Le concept de négawatt est, en France, promu par l'association négaWatt, créée en 2001. L'association négaWatt  s'appuie sur le triptyque formé par la sobriété énergétique et l'efficacité énergétique d'une part,  et les énergies renouvelables d'autre part. The Shift Project, dans son Plan de transformation de l'économie française, s'appuie là encore sur la sobriété et l'efficacité énergétiques, mais également sur l'électrification des usages fossiles.
Les deux premiers volets, correspondant aux négawatts, sont identiques, la différence réside dans les énergies mobilisées, renouvelables pour l'association négaWatt, et  durables pour The Shift Project.
En Suisse, l'association négaWatt-Suisse mène un travail similaire à celui de l'association française éponyme.

## Concepts apparentés
Par son volet efficacité, la démarche « négawatt » s'apparente à la démarche « zéro déchet ».